# CF La Piedad
Der Club de Fútbol La Piedad ist ein mexikanischer Fußballverein aus der Stadt La Piedad im Bundesstaat Michoacán.

## Geschichte

Historisches Logo bis 1974

Es begann so verheißungsvoll für den im September 1951 gegründeten Verein, der seine erste Spielzeit 1951/52 in der – damals noch zweitklassigen – Segunda División absolvierte und auf Anhieb Meister wurde. Dieser Erfolg bescherte dem CF La Piedad bereits 1952/53 einen Platz im Fußballoberhaus. Allerdings stieg der Verein bereits nach einem Jahr wieder ab und durchlief anschließend eine 48 Jahre währende Durststrecke, ehe ihm die lang ersehnte Rückkehr in die Primera División, die höchste Spielklasse in mexikanischen Vereinsfußball, gelang.
Zunächst lief es auch in der Saison 2001/02 nicht besonders gut für den Aufsteiger, der die Hinrunde (Apertura) als Gruppenletzter beendete. Doch die Rückrunde (Clausura) sah die bisher besten Reboceros (so der Spitzname der Mannschaft, der sich von dem Wort rebozo, einem traditionellen Umhang ableitet) aller Zeiten. Mit der eindrucksvollen Bilanz von 37 Punkten war La Piedad das beste Rückrundenteam und erreichte mühelos die Play-offs. Dort unterlag man jedoch bereits im Viertelfinale zweimal 1:3 gegen den späteren Meister América.
Weil der Verein jedoch seine Erstligalizenz für die nächste Saison an den neu formierten Querétaro FC Gallos Blancos veräußerte, blieb die Zugehörigkeit zur Primera División erneut auf ein Jahr begrenzt. Durch die gleichzeitige Übernahme der Zweitligalizenz des Tampico-Madero FC sicherte sich La Piedad für die nächste Saison wenigstens einen Startplatz in der Primera División 'A'. In der Apertura 2002/03 drangen die Reboceros bis ins Finale vor, das sie gegen die Freseros de Irapuato – nach zwei torlosen Begegnungen – mit 4:5 im Elfmeterschießen verloren. Noch vor Beginn der Rückrunde verzog die Mannschaft samt Zweitligalizenz nach Celaya, wo der ehemalige Celaya Fútbol Club wiederbelebt wurde. Der CF La Piedad selbst zog sich in die dritte Liga (Segunda División) zurück, wo er in der Zona Occidente (Gruppe West) spielte. Seit Einführung der Liga de Ascenso in der Saison 2009/10 bis zum Aufstieg am Ende der Saison 2012/13 war La Piedad wieder in der zweiten Liga vertreten. Den Aufstieg in die erste Liga konnte der Verein jedoch nicht wahrnehmen, da seine Besitzer die Lizenz an den CD Veracruz verkauften. 
Gegenwärtig spielt der Verein in der drittklassigen Liga Premier (Serie A).

## Bekannte Spieler
- Francisco Fonseca (2000–2002)
- Iván Hurtado (2002)
- Jaime Ordiales (2002)
- Héctor Pulido (1962–1963)